# Inumani
Gli Inumani (Inhumans) sono una specie immaginaria dei fumetti, creata da Stan Lee (testi) e Jack Kirby (disegni), pubblicata dalla Marvel Comics. La loro prima apparizione avviene in The Fantastic Four (vol. 1) n. 45 (dicembre 1965).
Individui geneticamente superiori agli esseri umani creati tramite esperimenti della razza extraterrestre dei Kree per essere usati come armi, gli Inumani hanno evoluto la loro società parallelamente a quella umana ma rimanendo nascosti per millenni tra le vette dell'Himalaya in una città chiamata Attilan, successivamente migrata sulla Luna. La loro esistenza, un tempo segreta, è divenuta di dominio pubblico nell'Universo Marvel grazie alle costanti collaborazioni della Famiglia Reale Inumana con supereroi quali i Fantastici Quattro, i Vendicatori e gli X-Men.
I nomi scientifici che nella finzione vengono apposti alla loro specie sono Inhomo supremus e Homo sapiens inhumanus.

## Storia editoriale
Sebbene l'esordio degli Inumani risalga a The Fantastic Four n. 45, del dicembre 1965, alcuni di loro hanno fatto in realtà la loro apparizione diversi numeri prima: Medusa (Medusalith Amaquelin Boltagon) in The Fantastic Four n. 36, marzo 1965, e Gorgon in The Fantastic Four n. 44, novembre 1965. La loro patria, Attilan, è invece stata menzionata per la prima volta nella collana Tuk the Caveboy, realizzata da Jack Kirby e pubblicata sui numeri da 1 a 5 di Captain America Comics (marzo-agosto 1941), in tale breve ciclo, ambientato all'età della pietra, viene descritta come una leggendaria città popolata da una razza immensamente evoluta sia culturalmente sia tecnologicamente. Dopo la loro prima apparizione ufficiale, gli Inumani sono comparsi sui numeri da 146 a 152 di Thor (novembre 1967-maggio 1968), su Silver Surfer n. 18 (settembre 1970) e sui numeri da 1 a 10 di Amazing Adventures (agosto 1970-gennaio 1972) prima di ricevere una miniserie di dodici numeri interamente dedicata a loro e pubblicata tra l'ottobre 1975 e l'agosto 1977, che viene poi seguita da una seconda miniserie in dodici numeri (novembre 1998-ottobre 1999) premiata con l'Eisner Award e realizzata dal team creativo di Paul Jenkins e Jae Lee; da una terza in quattro numeri (giugno-ottobre 2000) di Carlos Pacheco, Rafael Marín e José Ladrönn; e da una quarta di 12 (luglio 2003-giugno 2004) che, anziché concentrarsi solamente sulla Famiglia Reale, sviluppa altri personaggi all'interno della società inumana.
Nel 2007 gli Inumani sono protagonisti della miniserie Silent War, di David Hine e Frazer Irving, mentre dopo gli eventi del crossover Secret Invasion divengono i personaggi principali di War of Kings. Dal 2013, in seguito agli eventi della serie Infinity, lo status quo della specie viene drasticamente cambiato portando alla creazione di numerosi altri Inumani, mostrati nella serie in quattordici numeri Inhuman (aprile 2014-giugno 2015) di Charles Soule, nel terzo volume di Ms. Marvel, incentrato sull'inumana Kamala Khan, e in vari altre testate e miniserie relative.

## Storia
Durante le fasi iniziali della guerra Kree-Skrull, circa venticinquemila anni prima dell'era moderna, i Kree stabiliscono un avamposto su Urano in quanto posizione strategica a metà tra il loro impero e quello nemico; da tale postazione hanno tuttavia modo di osservare che sulla Terra si sono sviluppate forme di vita intelligente con un potenziale genetico monitorato dalle entità cosmiche note come Celestiali. Intrigati, i Kree iniziano a svolgere sperimentazioni genetiche sui primi homo sapiens con il duplice scopo di creare un esercito di armi viventi da usare contro gli Skrull e di trovare una soluzione alla stagnazione genetica della loro specie. Nonostante gli esperimenti abbiano successo, dando vita a una razza di esseri umani più evoluti, i Kree decidono di chiudere il progetto e abbandonare le creature al loro destino nel momento in cui una profezia genetica li etichetta come "anomalie" potenzialmente pericolose per la Suprema Intelligenza Kree.
I soggetti sottoposti a tali esperimenti, battezzatisi Inumani, si rifugiano dunque tra le vette dell'Himalaya organizzandosi in una società isolata, edificando una città (Attilan), sviluppando un'avanzata tecnologia e un rigido sistema di caste con una Famiglia Reale al vertice. Anni più tardi, uno scienziato di nome Randac scopre che l'esposizione alla sostanza mutagena chiamata Nebbie Terrigene, è in grado di attivare il potenziale genetico inumano conferendo loro poteri soprannaturali ma anche, in alcuni casi, danni genetici e malformazioni permanenti. Da allora, il processo d'esposizione a tale sostanza, la cosiddetta "Terrigenesi", inizia a essere visto come un rito religioso cui sottoporsi una volta raggiunta l'adolescenza e, per prevenirne gli effetti collaterali, all'interno della società inumana vengono imposti rigidissimi programmi di selezione genealogica, eugenetica e controllo delle nascite, nonché un sistema conformista che, pur permettendo l'individualità in quanto applicata allo sviluppo genetico, fisico e mentale del singolo, esige da ogni membro della società la rigida conformità al ruolo assegnatogli a seconda delle abilità ottenute dopo l'esposizione alle Nebbie Terrigene assicurandosi che nessun inumano, indipendentemente da quanto sia potente, possa modificare la propria posizione nella scala gerarchica.
Quando, dopo una rivolta degli schiavi noti come Alfa Primitivi, Medusa, cugina e promessa sposa del re inumano Freccia Nera, finisce dispersa per l'Europa in preda a un'amnesia, la Famiglia Reale si reca alla sua ricerca imbattendosi nei Fantastici Quattro, i quali li aiutano a far tornare i ricordi alla donna dando inizio a un'alleanza per la quale. successivamente, i reali di Attilan collaborano in più occasioni coi supereroi umani, stravolgimento che porta una di loro, Crystal, a infrangere le regole di selezione genealogica sposandosi e avendo una figlia col mutante Quicksilver. Tramite tali vicissitudini, l'esistenza degli Inumani diviene presto di dominio pubblico in tutto il mondo sebbene, poco tempo dopo, a causa dell'elevato inquinamento del pianeta, essi trasferiscano la loro patria sulla Luna, nell'area nota come "Zona Blu", ove la vita è resa possibile grazie alla presenza di una bolla di ossigeno. Qualche anno dopo, Freccia Nera è costretto ad abbandonare Attilan assieme a Medusa nel momento in cui essa rimane incinta del loro primogenito Ahura, la cui nascita è ritenuta pericolosa dal consiglio cittadino; tempo dopo tuttavia essi vengono riammessi per aiutare la loro patria in un momento di difficoltà.
Dopo la sconfitta dei Kree per opera degli Shi'ar, Ronan l'accusatore assale e sottomette l'impero degli Inumani al fine di servirsene per lo stesso scopo per cui i suoi antenati li idearono: farne armi viventi con cui spazzar via i nemici dei Kree; sebbene Freccia Nera riesca a liberare la sua gente vincendo una sorta di singolar tenzone con Ronan, gli Inumani incerti sull'utilità della monarchia mandano l'intera Famiglia Reale in un esilio che ha tuttavia breve durata in quanto poco dopo il consiglio decide di concedergli il permesso di tornare in patria.

La Famiglia Reale Inumana, disegni di Jae Lee

Tempo dopo Quicksilver, nel disperato tentativo di recuperare i propri poteri e restituirli ai mutanti che li hanno persi a seguito dell'M-Day, ruba i Cristalli Terrigeni, fonte delle Nebbie Terrigene, e si rifugia a Genosha iniziando a sottoporre i mutanti depotenziati alla Terrigenesi, provocando la morte di alcuni di loro a causa degli effetti collaterali del mutageno sui non-Inumani, ciò, oltre a incrinare i rapporti tra il mutante e la moglie, provoca un incidente internazionale nel momento in cui l'esercito degli Stati Uniti, temendo una rappresaglia inumana, confisca i cristalli spingendo Freccia Nera a dichiarare loro guerra e provocando una situazione di tale tensione tra la Famiglia Reale Inumana da far sì che suo fratello Maximus il Folle riesca a usurparne il trono. Non appena si scopre che l'ex sovrano inumano è stato sostituito da un agente Skrull in vista della loro invasione segreta, Medusa e gli altri reali si recano prontamente in soccorso dell'originale, tenuto prigioniero degli alieni mutaforma, che riescono a liberare stipulando un trattato di pace coi Kree.
Tornato a casa come legittimo sovrano, Freccia Nera decide di condividere il trono col fratello. Insieme, i due re, per garantire al loro popolo un futuro di grandezza dopo secoli di abusi da parte di altre specie, decidono di trasformare Attilan in una città-astronave grazie a potenti motori alimentati dalla voce di Freccia Nera e realizzati da Maximus, così facendo l'intera razza inumana si reca su Hala, capitale dell'impero Kree, assumendone il controllo politico. La loro leadership si scontra però con le mire espansionistiche degli Shi'ar, guidati da Vulcan portando a una sanguinosa guerra tra i due imperi che vede Inumani e Kree come dominatori incontrastati sebbene, nello scontro finale, Freccia Nera venga inghiottito da una gigantesca faglia spazio-temporale lasciando il comando a Medusa che, date le continue rivolte di Alfa Primitivi e Kree, nonché di un tentativo di spodestarla da parte di Maximus, decide di riportare Attilan sulla Luna. Tempo dopo un gruppo di alieni su cui i Kree hanno condotto gli stessi esperimenti compiuti sugli Inumani si mette alla ricerca di Freccia Nera riconducendolo dalla sua gente in tempo per respingere un'invasione Kree.
Gli Inumani si stabiliscono dunque sopra New York con la loro città galleggiante ma, nel momento in cui questa viene attaccata da Thanos il titano, desideroso di assassinare il suo figlio mezzo-inumano Thane, per sconfiggerlo Freccia Nera fa esplodere una Bomba Terrigena provocando la consequenziale attivazione dei poteri di chiunque abbia discendenze inumane e sparendo successivamente dalla circolazione lasciando nuovamente Medusa da sola a tenere le redini del regno.

## Biologia
Gli esperimenti genetici condotti sul loro genoma dai Kree hanno dotato gli Inumani di caratteristiche fisiche quali forza, agilità, resistenza e guarigione dalle ferite parecchio più sviluppate di quelle di un comune essere umano, nonché di un'aspettativa vitale media di circa 150 anni. Di contro tuttavia, il loro sistema immunitario è parecchio più debole, tanto che difficilmente potrebbero sopravvivere in ambienti inquinati. Dopo essersi sottoposti alla Terrigenesi, tali abilità naturali degli Inumani possono venire sia incrementate sia diminuite.

### Nebbie Terrigene

I Cristalli Terrigeni fanno la loro comparsa nel Marvel Cinematic Universe nella serie televisiva Agents of S.H.I.E.L.D.

Le Nebbie Terrigene (Terrigen Mist) sono un mutageno naturale scaturente sotto forma di vapore dai Cristalli Terrigeni (Terrigen Crystals), minerali capaci di generarsi spontaneamente in specifiche condizioni ambientali. Qualora un individuo dotato di gene inumano, o di discendenze inumane, vi venga esposto ha origine il processo noto come Terrigenesi (Terrigenesis), ovvero l'immediata mutazione del suddetto con conseguente sviluppo di superpoteri paragonabili a quelli degli Eterni ma, in alcune occasioni, anche a spaventose mutazioni fisiche e danni genetici. La Terrigenesi è una parte fondamentale della vita inumana cui ogni membro della specie si sottopone raggiunta la maturità e, per evitarne gli effetti collaterali, vengono imposti rigidi controlli affinché i nuovi nati siano tutti perfetti esemplari della specie, nella convinzione che questi abbiano minori probabilità di incorrere in mutazioni mostruose o animali. Nonostante ciò, la mutazione rimane fondamentalmente imprevedibile, motivo per cui tutti gli esponenti della razza inumana sono tra loro molto diversi.
Le Nebbie Terrigene, inoltre, attivano solo la mutazione degli Inumani nativi della Terra, in quanto le altre quattro razze aliene su cui i Kree hanno svolto gli esperimenti genetici che hanno portato alla nascita degli Inumani ottengono i loro poteri tramite altre sostanze: l'"Amphogene" (Amphogen) provoca la "Amphogenesi" (Amphogenesis) negli Inumani Badoon, l'"Albero Antigeno" (Antigen Tree) provoca la "Antigenesi" (Antigenesis) negli Inumani Kymelliani, la "Spezia Exogena" (Exogen Spice) provoca la "Exogenesi" (Exogenesis) negli Inumani Dire Wraith e le "Sfere Isogene" (Isogen Orbs) provocano la "Isogenesi" (Isogenesis) negli Inumani Centauriani; mentre i "Cristalli Xerogeni" (Xerogen Crystals) provocano la "Xerogenesi" (Xerogenesis) involvendo gli esseri umani in Alfa Primitivi.
Gli effetti provocati dalle Nebbie Terrigene sui non-Inumani sono imprevedibili e generalmente pericolosi, ad esempio se usate dai mutanti conferiscono loro poteri incontrollabili e spesso mortali, per gli Skrull comporta la totale perdita di controllo sulle proprie abilità mutaforma, mentre per gli esseri umani sono tossiche e possono provocare il deperimento velocizzato dell'organismo o dotarli di superpoteri incontrollabili per un periodo limitato. Anche per gli Inumani, inoltre, esporsi per una seconda volta alla Terrigenesi comporta una seria possibilità di perdere la ragione o morire.

## Membri

### Famiglia Reale Inumana
I membri della famiglia regnante di Attilan sono i seguenti individui:
- Freccia Nera (Blackagar Boltagon): il dio-re degli Inumani.
- Medusa (Medusalith Amaquelin-Boltagon): la moglie di Freccia Nera e regina degli Inumani.
- Crystal (Crystalia Amaquelin): sorella minore di Medusa ed ex moglie di Quicksilver.
- Gorgon (Gorgon Petragon): cugino di Medusa e Freccia Nera.
- Triton: cugino di Freccia Nera.
- Karnak (Karnak Mander-Azur): fratello minore di Triton.
- Lockjaw: gigantesco e docile bulldog inumano capace di teletrasportarsi.
- Maximus il Folle (Maximus Boltagon): fratello minore di Freccia Nera.
- L'Innominato: cugino di Freccia Nera e sovrano deposto di Attilan.
- Ahura Boltagon: figlio di Medusa e Freccia Nera, erede al trono di Attilan.
- Luna Maximoff: figlia di Crystal e di Quicksilver.

### Altri Inumani
Gli altri membri della razza inumana apparsi nell'Universo Marvel sono:
- Aeric
- Agon
- Aireo
- Aladi No Eke
- Alaris
- Albakor
- Alecto
- Ambur
- Andvari
- Arcadius
- Arris
- Arvak
- Asmodeus
- Ator
- Auran
- Aven
- Avia
- Avian
- Avion
- Avius
- Avoe
- Azur
- Banth
- Barrage
- Belial Toiven
- Blaast
- Bochek
- Budan
- Burron
- Carthus
- Centaurius
- Chiron
- Corporus
- Cuidador
- Cteno
- Cynas
- Cyra
- Dal Damoc
- Dara Ko Eke
- Dendrok
- Desidera
- Devlor
- Dewoz
- Diné
- Dinu
- Dominus
- Dorhun
- Dren
- Eelak l'Agile
- Eldrac la Porta
- Elejea
- Els Udota
- Entos
- Ertzia
- Falcona
- Felor
- Flaidermaus
- Flurgron
- Foxbat
- Frag
- Furgar
- Galen
- Gauntlet
- Ghaidor
- Gitel
- Glaboo
- Glytra
- Goran Malidicta
- Grimal
- Hard-Drive
- Hooud
- Ikarys
- Iridia
- Itar
- Jolen
- Kal Blackbane
- Kaliban
- Kalikya
- Kirren
- Kitang
- Kobar
- Krush
- Kurani
- Kylus
- La
- Lash
- Leonus
- Maelstorm
- Magnar
- Makoth
- Makus
- Mala
- Mander
- Marak
- Margoyle
- Marilla
- Marista
- Maya
- Mendicus
- Mikon
- Milena
- Minxi
- Mojlor
- Mullox
- Naanis
- Nadar
- Nahrees
- Nallo
- Nebulo
- Neifi
- Nestor
- Nollik
- Onomi Whitemane
- Oola Udonta
- Oracolo
- Ozel
- Payne
- Phadros
- Phaeder
- Pinyon
- Piskas
- Porcal
- Prax Ord
- Psynapse
- Pulssus
- Puppy
- Putor
- Quelin
- Rajar
- Ramus
- Randac
- Ransak il Reietto
- Reader
- Rexel Toiven
- Rok
- Romnar
- Rootar
- Rynda
- San
- Sapphiras
- Seeker
- Senschi
- Sisko
- Smilo
- Somnus
- Sporr
- Stallior
- Sylk
- Symak
- Tally
- Tanith
- Targon
- Tauron
- Telv
- Tethys
- Thera
- Thernon
- Thraxton
- Timberius
- Tolos
- Tonaja
- Tusk
- Ultarnt
- Usurieus Toiven
- Vel
- Veritus
- Videmus
- Vinatos
- Voorr
- Webelos
- Weebwow
- Yeti
- Zeta
- Zorvash

### NeoUmani
Durante Infinity viene rivelato che, nel corso della storia, alcune tribù di Inumani hanno vissuto a stretto contatto con gli esseri umani dando vita a una discendenza ibrida i cui membri noti, detti NeoUmani (Nuhumans), sono:
- Gavrel Achtor
- Dinesh Deol (Grid)
- Doris
- Fiona
- Sarah Garza
- Geldoff (Proton)
- Donnie Gill (Blizzard)
- Clare Gruler (Iron Cross)
- Jason (Flint)
- Daisy Johnson (Quake)
- Kaboom
- Kamran
- Alice Taylor-Kedzierski (Size Queen)
- Kamala Khan (Ms. Marvel)
- Ren Kimura
- Barbara McDevitt (Quickfire)
- Frank McGee (Nur)
- Naja
- Gordon Nobili (Lineage)
- Dante Pertuz (Inferno)
- Sylvia Prell (Fulmina)
- Raina
- Thomas Raymond (Toro)
- Ajay Roy
- Mark Sim (Haechi)
- Thane
- Xiaoyi (Iso)

### Alfa Primitivi
Gli Alfa Primitivi (Alpha Primitives) sono una razza di ominidi schiavi creati dagli Inumani per evitare alla loro scarsa popolazione lo svolgimento di qualsiasi tipologia di lavoro manuale, svolto, per l'appunto dagli Alfa. Data la loro funzione nella società inumana, sono stati realizzati tramite ingegneria genetica per possedere una forza fisica immensa, un quoziente intellettivo estremamente ridotto e la totale impossibilità di riprodursi, motivo per il quale nascono unicamente tramite clonazione. Nel corso degli anni, Maximus il Folle si è servito più volte di loro alimentandone lo spirito di rivolta per usurpare il trono di Attilan, cosa che ha infine spinto Freccia Nera a concedere loro la libertà e ammetterli nella società sebbene poi, l'incapacità degli Alfa di vivere senza padroni, abbia portato a ripristinare le disposizioni precedenti.

## Altre versioni

### 2099
Nel futuro di Marvel 2099, gli Inumani sono stati costretti ad abbandonare la Luna a causa di un decreto legislativo terrestre trasformando la loro patria in un'astronave in perenne pellegrinaggio nello spazio. Prima della partenza, Freccia Nera mette sé stesso, i suoi familiari e i suoi confidenti in sonno criogenico ma, durante tale periodo, Maximus assume il controllo della società inumana e uccide nel sonno tutta la Famiglia Reale tranne il fratello che, risvegliatosi, decide, in preda alla rabbia, di rompere il suo voto di silenzio e liberare la potenza della sua voce distruggendo l'astronave e tutti gli Inumani.

### Amalgam
Nell'universo Amalgam, gli Inumani vengono fusi coi Forever People dando vita agli Un-People.

### Rinascita degli Eroi
Nell'universo de La Rinascita degli Eroi, gli Inumani risiedono sulla Terra, nella città di Attilan e sono fondamentalmente identici alla controparte classica con la sola, sostanziale, differenza di venerare Galactus come una divinità.

### House of M
Nella realtà di House of M, il popolo degli Inumani è alleato del Wakanda.

### Ultimate
Nell'universo Ultimate, gli Inumani sono una razza di origini misteriose rimasti nascosti da tutta l'umanità sulla cima dell'Himalaya per oltre 10 000 anni in una città di nome Attilan (simile a un incrocio tra un alveare e un edificio gotico). Nel momento in cui Crystal, rifiutando il matrimonio combinato con Maximus, fugge dalla città rifugiandosi a New York, si imbatte nei Fantastici Quattro e racconta loro la sua storia, questi tentano senza successo di difenderla dalle guardie reali mandate a catturarla e successivamente si recano ad Attilan in suo soccorso ma, una volta giuntivi, scoprono che gli Inumani si sono spostati in un altro luogo.

## Altri media

### Marvel Cinematic Universe
Un film ambientato nel Marvel Cinematic Universe incentrato sugli Inumani, dopo anni di lavorazione, venne annunciato nell'ottobre 2014. Previsto inizialmente per il 2 novembre 2018, il film venne prima spostato al 19 luglio 2019, e in seguito rimandato a data da definirsi.
- Gli Inumani sono stati introdotti nell'MCU durante la seconda stagione della serie televisiva Agents of S.H.I.E.L.D.,[61] tuttavia nessun membro della famiglia reale inumana appare nella serie.
- Una serie televisiva incentrata sugli Inumani, intitolata Inhumans, ha esordito nell'autunno 2017 su ABC; i primi due episodi della serie sono stati distribuiti al cinema in formato IMAX, e la serie è la prima a essere interamente girata in tale formato. La serie non è uno spin-off di Agents of S.H.I.E.L.D., né una rielaborazione del film annunciato nell'ottobre 2014, ed è incentrata su Freccia Nera e sulla famiglia reale inumana.[62]
- Nel ventottesimo film dell'MCU Doctor Strange nel Multiverso della Follia (2022), compare una variante di Freccia Nera (interpretato dallo stesso attore statunitense Anson Mount) come uno dei membri e componenti degli Illuminati, una super-squadra degli eroi più potenti della Terra-838 in un altro universo alternativo.

### Televisione
- Nella serie animata del 1978 The Fantastic Four, gli Inumani sono guidati da Medusa mentre Freccia Nera ha un ruolo di supporto.
- Gli Inumani compaiono in tre episodi della serie del 1994 I Fantastici Quattro.
- In un episodio di Ultimate Spider-Man compaiono gli Inumani.
- Nella serie animata Hulk e gli agenti S.M.A.S.H., gli Inumani sono presenti in due episodi.
- Gli Inumani sono presenti nella serie animata Avengers Assemble.
- Gli Inumani sono presenti anche nell'anime Future Avengers.

### Videogiochi
- Gli Inumani sono un personaggio di supporto in Marvel: La Grande Alleanza.
- Freccia Nera, Medusa, Gorgon, Karnak, Crystal e Thane sono personaggi sbloccabili nel videogioco Marvel: Avengers Alliance e in LEGO Marvel Super Heroes 2.
- Gli Inumani sono un personaggio di supporto in Marvel: La Grande Alleanza 3: L'Ordine Nero.